# GET ON THE DANCE FLOOR
「GET ON THE DANCE FLOOR」（ゲット オン ザ ダンス フロア）は、日本の男性アイドルグループDA PUMPの20枚目のシングルである。2004年5月12日発売。発売元はavex tune。

## 概要
- CCCDでのリリース。
- 売り上げ枚数2万4766枚。
- 通常盤と初回限定盤の二種リリース。初回限定盤には「GET ON THE DANCE FLOOR」のPVを収録したDVD付き。また初回特典としてステッカーが封入されている。
- PV監督は小林啓一。
- タイトル曲は「80年代的なもので見せよう」をテーマに製作された。パーカッション、ギター、ベース、ピアノ、ドラム、基本的な楽器だけでやってみたら出来た楽曲でメンバーは、Funky 4＋1に近い感じと語っている。
- カップリングの「地球に咲く花」は、元々はSHINOBUとKENがファンクラブ用に作った曲である。シングルの2曲目にギターサウンドが入っていたため、思いっきりテイストの違う曲を書いたという。三線の音はSHINOBUが弾いている。
- 2004年5月15日ミュージックフェアに出演。
- 2004年5月15日COUNT DOWN TVに出演。
- 2004年5月21日ポップジャムに出演。
- 2004年12月31日CDTVスペシャル年越しプレミアライブにてメドレー形式で披露された。

## 収録曲

### CD
1. GET ON THE DANCE FLOOR(4:59)
作詞：DA PUMP、作曲：DA PUMP・SOTARO@ZZ、編曲：ZZ
日本テレビ系「AX MUSIC TV」AX POWER PLAY #057。
2. BRIGHT ME UP!(4:11)
作詞：DA PUMP、作曲：DA PUMP・SOTARO@ZZ、編曲：ZZ
3. 地球に咲く花(6:34)
作詞・作曲・編曲：DA PUMP
4. GET ON THE DANCE FLOOR (Bonus Track)(4:59)
5. BRIGHT ME UP! (Bonus Track)(4:11)
6. 地球に咲く花 (Bonus Track)(6:34)

### DVD
1. GET ON THE DANCE FLOOR(#Full Size Edition)

## 収録アルバム
- オリジナル『疾風乱舞 EPISODE II』（2004年7月7日）
- ベスト『Da Best of Da Pump 2 plus 4』（2006年3月8日）